# Большой Олёр
Большо́й Олёр — озеро на северо-востоке Якутии, в Нижнеколымском улусе. Расположено в центральной части Колымской низменности, к востоку от озера Круговатое и к западу от озера Малый Олёр. 
Имеет округлую форму, берега слабо изрезаны, обрывистые (кроме западного берега), местами заболоченные. На северо-востоке вытекает река Олёр, впадающая в  Большую Чукочью (бассейн Восточно-Сибирского моря).
Площадь озера, согласно государственному водному реестру, составляет 55,2 км². Однако, в соответствии с исследованиями, проведёнными в 2014 году, площадь водного зеркала озера Большой Олёр c 1965 по 2015 год уменьшилась на 30% с 58 км² до 41 км².   Площадь водосбора — 164 км². Длина озера около 9,4 км, максимальная ширина достигает 8,2 км. Находится на высоте 14 м над уровнем моря.
Коренное население, верхнеколымские юкагиры, традиционно проводили зиму в лесной полосе, с марта вслед за стадами диких оленей отходили в тундру, кочевали небольшими группами у озёр Большой Олёр и Малый Олёр, занимались охотой на оленя и гуся, рыбной ловлей, а с осени — возвращались на юг. На западном берегу Большого Олёра сохранились остатки одноимённого поселения.
Ещё озеро известно тем, что на нём был впервые описан новый вид рыбы — голец Черского, широко распространённый в водоемах северной части Якутии.
Ближайший населенный пункт, село  Андрюшкино, расположен примерно в 68 км к юго-западу.